# 2999 Dante
A 2999 Dante (ideiglenes jelöléssel 1981 CY) a Naprendszer kisbolygóövében található aszteroida. Norman G. Thomas fedezte fel 1981. február 6-án.